# Água Azul do Norte
Água Azul do Norte este un oraș în Pará (PA), Brazilia. 